# Supergrass
Supergrass byla britská indie rocková hudební skupina pocházející z Oxfordu. Kapela vznikla v roce 1993 a tvořili ji bratři Gaz a Rob Coombesovi, Danny Goffey a Mick Quinn.
Ve své tvorbě byli ovlivněni především kapelami Buzzcocks, T.Rex, The Jam a The Kinks, poprvé na sebe upozornili v roce 1995 úspěšným singlem „Alright“. Tehdy mladá kapela tak stála v ostrém kontrastu proti zkušeným partám kterými byli např. Oasis, Blur nebo Pulp. Debutovali deskou I Should Coco (1995), která obsadila první místo v britské albové hitparádě a jen na Ostrovech se jí prodalo více než 500 000 kopií. Jejich rychlé tříakordové pop-punkové skladby byly inspirací pro dnešní uznávané kapely Arctic Monkeys, The Fratellis nebo Kaiser Chiefs. Prodeje následujících desek však nemilosrdně klesaly až na 60 000 (Road to Rouen). Zklamáním byla i poslední deska
Diamond Hoo Ha vydaná 24. března 2008.

## Obsazení
- Gaz Coombes - kytara, zpěv
- Rob Coombes - klávesy
- Mick Quinn - basová kytara, pomocné vokály
- Danny Goffey - bicí, pomocné vokály

## Diskografie

### Studiová alba
- 1995 - I Should Coco
- 1997 - In It for the Money
- 1999 - Supergrass
- 2002 - Life on Other Planets
- 2005 - Road to Rouen
- 2008 - Diamond Hoo Ha

### Kompilace
- 2004 - Supergrass Is 10